# Бензоколонка (фільм)
«Бензоколонка» (англ. The Gas Station) — кінофільм режисера Йоса Стеллінга, що вийшов на екрани в 2000 році.

## Зміст
Йос Стеллінг фактично відродив жанр німого кіно, будуючи сюжети на невербальному спілкуванні. Тим не менш, це не робить переживання героїв менш яскравими.

## Ролі
| Актор           | Роль |
| --------------- | ---- |
| Еллен Тен Дамме | -    |
| Джин Бервутс    | -    |
| Мартін Босман   | -    |

## Знімальна група
- Режисер — Йос Стеллінг
- Сценарист — Йос Стеллінг
- Продюсер — Регіна Циглер, Таня Медінг
- Композитор — Hunga!